# Stàraia Túria
Stàraia Túria - Старая Турья (rus) - és un poble de la República del Tatarstan, a Rússia. El 2010 tenia 156 habitants.